# Marcel Bayard (câblier)
Pour les articles homonymes, voir Bayard.
Le Marcel Bayard est un navire câblier français nommé en hommage à Marcel Bayard, ingénieur en chef à la Direction de l'exploitation télégraphique au Ministère des Postes, Télégraphes, Téléphones.
Le lancement du Marcel Bayard a eu lieu le 29 juin 1961 aux chantiers Augustin Normand au Havre. 
Avec 121,20 m de long et 15,60 m de large, le Marcel Bayard pouvait atteindre une vitesse de 14,5 nœuds. Un équipage de 106 personnes pouvait effectuer des missions de 55 jours en mer.
Le Marcel Bayard, véritable père de la nouvelle flotte française, a posé toutes les liaisons de fabrication française de 1961 à 1974 et a servi de banc d'essai pour toutes les techniques modernes de pose. 
Le Marcel Bayard est détruit dans un incendie à La Seyne-sur-Mer le 7 janvier 1981.